# Pittston (Maine)
Pittston és una població dels Estats Units a l'estat de Maine (EUA). Segons el cens del 2000 tenia 2.548 habitants.

## Demografia
Segons el cens del 2000, Pittston tenia 2.548 habitants, 1.010 habitatges, i 730 famílies. La densitat de població era de 30,6 habitants/km².
Dels 1.010 habitatges en un 34% hi vivien nens de menys de 18 anys, en un 59,9% hi vivien parelles casades, en un 8,1% dones solteres, i en un 27,7% no eren unitats familiars. En el 21,4% dels habitatges hi vivien persones soles el 8,6% de les quals corresponia a persones de 65 anys o més que vivien soles. El nombre mitjà de persones vivint en cada habitatge era de 2,52 i el nombre mitjà de persones que vivien en cada família era de 2,92.
Per edats la població es repartia de la següent manera: un 24,3% tenia menys de 18 anys, un 6,2% entre 18 i 24, un 29,6% entre 25 i 44, un 28,1% de 45 a 60 i un 11,8% 65 anys o més.
L'edat mediana era de 40 anys. Per cada 100 dones de 18 o més anys hi havia 96,4 homes.
La renda mediana per habitatge era de 39.609 $ i la renda mediana per família de 45.769 $. Els homes tenien una renda mediana de 35.507 $ mentre que les dones 25.317 $. La renda per capita de la població era de 19.059 $. Entorn del 5,4% de les famílies i el 7,3% de la població estaven per davall del llindar de pobresa.